# Cinema Novo
El Cinema Novo, cine nuevo, fue una corriente artística del cine brasileño que surgió a finales de 1950 y principios de 1960. El arte buscó un estilo brasileño que expresara y mostrara las contradicciones de la realidad, y a la vez ayudara a transformarla. Sus protagonistas eran el hombre rural y el migrante favelado.

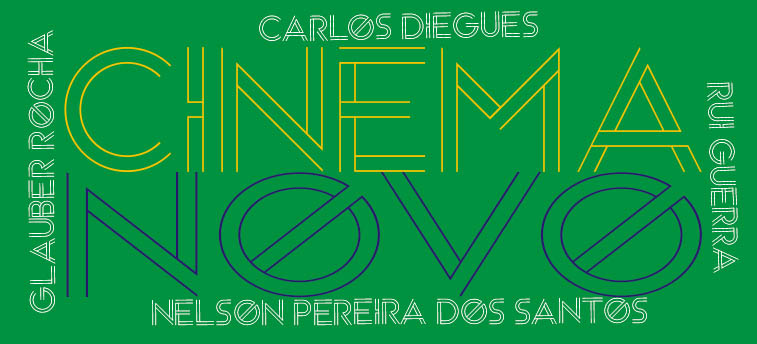
Cinema Novo.

Lo que hizo del cine nuevo un fenómeno de importancia internacional fue justamente su alto nivel de compromiso con la verdad; fue su propio miserabilismo, que, antes escrito por la literatura de los treinta, fue ahora fotografiado por el cine de los sesenta; y si antes era escrito como denuncia social, hoy pasó a ser discutido como problema político.
Su lema era Una cámara en la mano y una idea en la cabeza, y en él había influido tanto el Neorrealismo italiano como la Nouvelle Vague francesa. Los miembros del Cinema Novo fueron Glauber Rocha, Nelson Pereira Dos Santos, Rui Guerra, Carlos Diegues, Joaquim Pedro de Andrade, Leon Hirszman, Gustavo Dahl, Helena Solberg-Ladd, Paulo Cesar Saraceni y Walter Lima Júnior. 
El cinema novo no se trató acerca de "recrear una cinematografía nacional sino verdaderamente crearla".

## Antecedentes

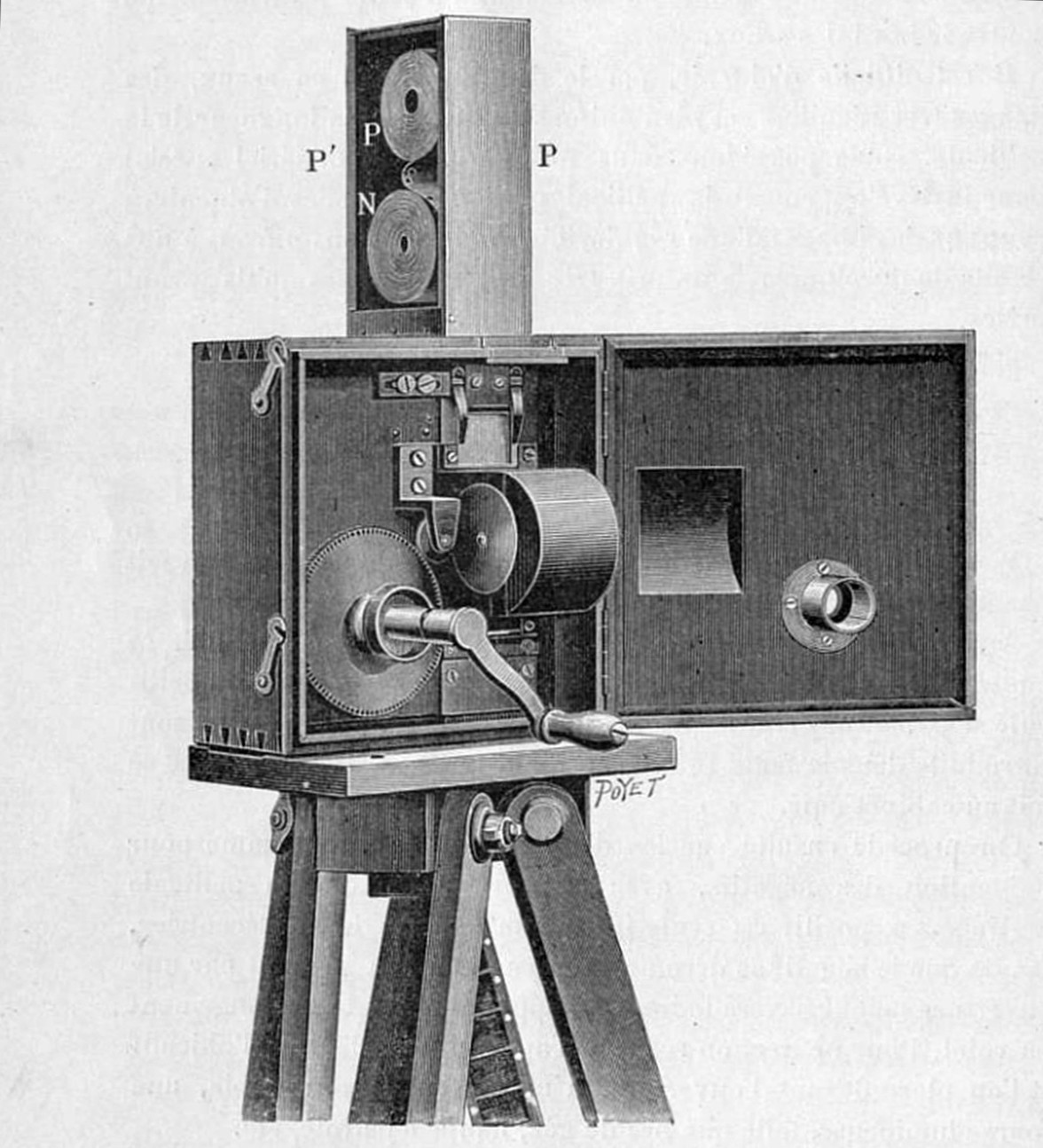
Cinematógrafo de los Hermanos Lumière.

Seis meses después que los hermanos Lumière presentaran su cinematógrafo en París, Francia, la invención llegó a Brasil con el nombre de omniographo el 8 de julio de 1896 en un cuarto de Rua do Ouvidor (una calle situada en el centro de la ciudad de Río de Janeiro); mostró las vistas, como se llamaban entonces, que se producían por los Hermanos Lumière y sus compañeros.
A pesar de que Río ya había sido testigo del Kinetoscopio de Edison, el omniographo generó más impacto entre la sociedad, pues este último era capaz de proyectar la imagen sobre una pared para que fuese observada por una cantidad de gente más grande (el kinetoscopio sólo podía ser visto por una persona a la vez).
En 1889, Alfonso Segreto, italiano, filmó la primera película en Brasil, la cual es un documental sobre la familia del presidente Prudente de Morais.
En 1890 Brasil filma su primera película. Un documental sobre el viaje del presidente Campos Sales a Argentina.
La industria cinematográfica brasileña crecía a tal grado que, entre los años 1908 y 1911,  se produjeron cerca de 100 películas por año; periodo que ha sido llamado la Belle Époque del cine de Brasil.

### Photo-Cinematographica Brasileira
Photo-Cinematographica Brasileira fue la compañía productora más exitosa de dicho periodo, Belle Époque; fundada en 1908 por el italiano Giuseppe (José) Labanca y el brasileño Antônio Leal.
Anterior a la fundación de la compañía, Labanca trabajaba como vendedor de boletos de lotería y periódicos nacionales y extranjeros. Leal era un reconocido fotógrafo de la revista O Malho y contaba con su propio estudio fotográfico.
La productora no sólo se dedicó a la realización de filmes, sino también a la importación y venta de proyectores y filmes. Su mayor éxito fue Os Estranguladores (1908), el cual cuenta con una historia basada en un incidente que ocurrió en Río de Janeiro.
Labanca y Leal produjeron 18 filmes; dos años después Antônio Leal abandonó la compañía y Giuseppe Labanca continuó produciendo filmes por un tiempo.

### Primeras productoras cinematográficas en Brasil y las chanchadas

#### Cinédia
Adhemar Gonzaga funda el primer estudio cinematográfico de Brasil el 15 de marzo de 1930: Cinédia, el cual produce dramas y comedias musicales o como se les llamaría más adelante, "chanchadas", un género que se basa en crear comedia burda (mientras se copiaba del modelo cinematográfico estadounidense) que se dio entre 1930 y 1960.

#### Atlántida
Moacyr Fenelon, Alinor Azevedo y José Carlos Burlé fundan Atlântida, una compañía cinematográfica, el 18 de septiembre de 1941 con el propósito de "promover el desenvolvimiento industrial del cine brasileño". Produce principalmente chanchadas. Su primer éxito vino con la ópera prima de la productora: Moleque Tião dirigida por José Carlos Burle.
En los años 1943 y 1947, Atlântida Cinematográfica se convierte en la mayor productora de Brasil; periodo donde se produjeron 12 filmes, de los cuales destacan Gente Honesta (1944) de Moacir Fenelon y Tristezas Não Pagan Dívidas (1944) de José Carlos Burle.
En 1962 produce su último filme, Os Apavorados, de Ismar Porto. 
Atlântida Cinematográfica produce 66 filmes en total.

#### Vera Cruz
Franco Zampari y Francisco Matarazzo fundan en 1949 la compañía Vera Cruz Cinema. Año en que las chanchadas estaban en decadencia.
Produjo más de 40 largometrajes de ficción, y algunos documental. El primer filme que realizaron fue Caiçara (1951) del director Aldolfo Celi. 
Su primer éxito llegó con los filmes O cangaceiro (1952/1953) de Lima Barreto, y Sinhá Moça (1953) de Tom Payne y Oswaldo Sampaio. Ambos ganan la palma de oro en Cannes, el león de San Marcos en Venecia y el premio especial en Berlín. El cine brasileño empieza a competir dentro del mercado externo al mostrar productos de calidad; a pesar de aún contar con cierta influencia extranjera.
Ante problemas de estructura de distribución y exhibición, Vera Cruz usa a las compañías Columbia y Universal para realizar la distribución de sus producciones. En 1954 se declara en bancarrota pues tiene deudas con las compañías anteriores; Vera Cruz vende sus filmes a las mismas a bajo costo.

#### Crítica a las chanchadas
Las chanchadas causaron descontento entre aquellos que pertenecen al Cine Novo por "alienar al pueblo, apartándolo de la crítica social y política".

### Antropofagia

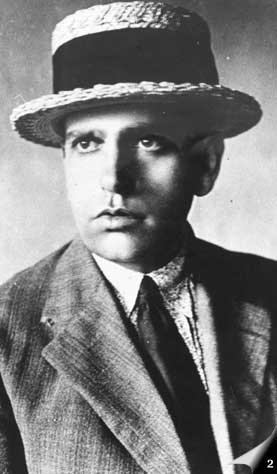
Oswald de Andrade, escritor del Manifiesto Antropófago

Antropofagia: [según artículo de Wikipedia] es el acto de incluir carne u otros tejidos humanos (excepto sangre, en cuyo caso se llama hematofagia) en la dieta. Puede ocurrir por depredación, cuando el humano es cazado por el animal depredador, o por carroña, si es devorado después de morir por cualquier causa ajena al animal que se lo come. Son denominados devoradores de hombres.

#### Revista de Antropofagia y el Manifiesto Antropófago
En los años 20 del siglo XX, dentro de Latinoamérica, surgieron varias revistas que terminaron por promover una serie de corrientes estéticas. En Brasil, São Paulo fue la urbe del crecimiento cultural sobre la que se manifestaban nuevos productos que tenían en mente lo estético; incluso se constituyó la Semana de Arte Moderno en 1922, donde se defendió a lo moderno y se opuso a lo conservador del siglo XIX.
La Revista de Antopofagia se funda en mayo de 1928, ésta "va a marcar un viraje, tanto ideológico como estético (...) [resalta por su] indagación acerca de la identidad nacional y por su sesgo marcadamente político". En su primera edición apareció el Manifiesto Antropófago, escrito por Oswald de Andrade (fundador de la revista); el autor toma el concepto "antropofagia" de un cuadro que la pintora Tarsila do Amaral le regaló, titulado Abaporu, "antropófago" en Tupí.
El concepto era un acto salvaje, pero se le dio una mirada filosófica. Los Tupinambá, una comunidad de Brasil, solían capturar a sus enemigos para devorarlos posteriormente, así podrían obtener características de su presa como coraje, fuerza o conocimiento, esto con la finalidad de convertirse en un pueblo más poderoso. Sin embargo, dicha actividad se detuvo después de la conquista portuguesa.
Con Andrade, el concepto surge de nuevo, pero esta vez de forma metafórica. La intención era traer una imagen de un nuevo indio; se buscó "devorar lo mejor de su cultura y de la modernidad europea, buscando separarse de la costumbre decimonónica de imitar las tendencias occidentales sin hacer una introspección y valoración de la cultura propia".

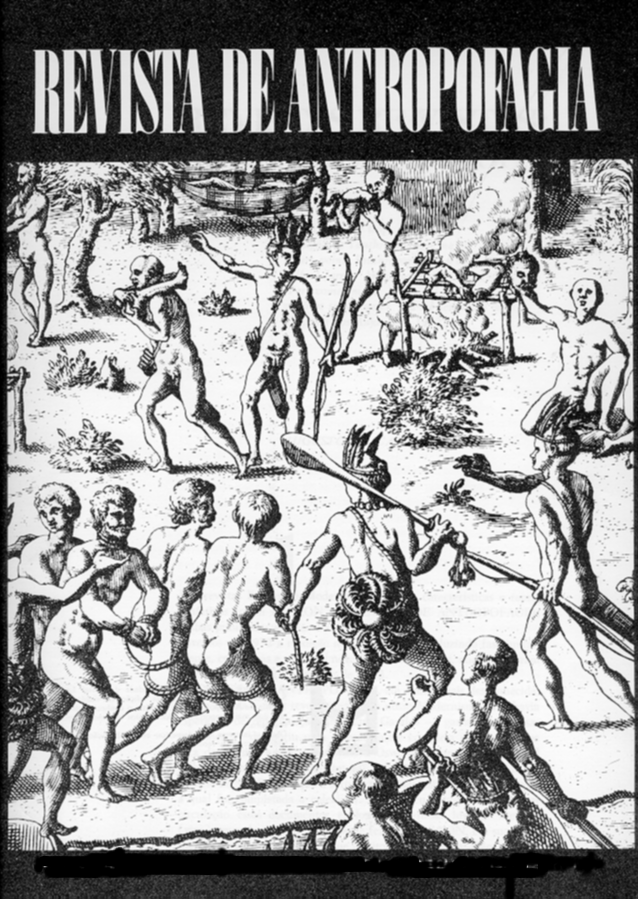
Portada de la primera edición de la Revista de Antropofagia (1928), la cual tiene en portada un boceto de la pintora Tarsila do Amaral

Jorge Schwartz, en su libro Vanguardia y Cosmopolitismo en la Década del Veinte dice: 
...la Revista de Antropofagia surge respaldada por un sólido argumento que va a privilegiar la reflexión del carácter nacional. Una vez que los "ismos" han sido debidamente deglutidos e incorporados a la temática nacional, ello se torna posible.
La revista aparece con un boceto de Amaral que cuenta con elementos de la cultura antropófaga: "modelos extranjeros, económicos y culturales".

El Manifiesto Antropófago inicia de la siguiente manera:
Sólo la Antropofagia nos une. Socialmente. Económicamente. Filosóficamente.
Única ley del mundo. Expresión enmascarada de todos los individualismos, de todos los colectivismos. De todas las religiones. De todos los tratados de paz. 
Tupi, or not tupi, that is the question. 
(...) Sólo me interesa lo que no es mío. Ley del hombre. Ley del antropófago.
"Por primera vez, Brasil volteó su mirada a su propio pasado, incluyendo el pre-colonial y el colonial sin olvidarse de la época en la que vivían, permeada por influencias extranjeras".

## Inicios

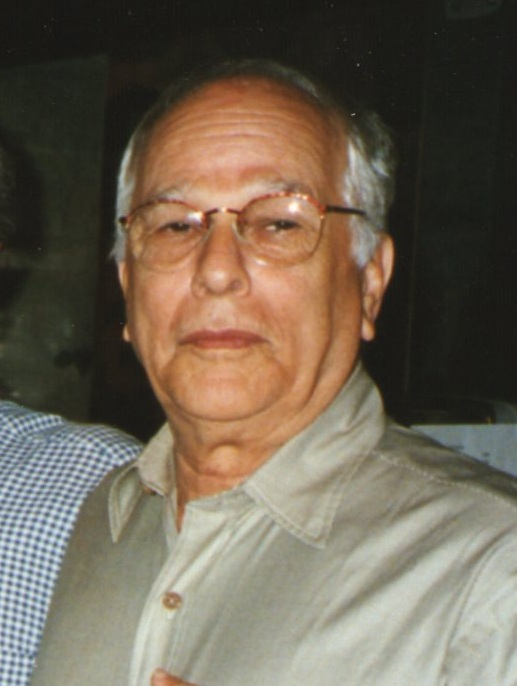
Nelson Pereira dos Santos, cineasta de la corriente del Cinema Novo

Rio, 40 graus, film del director Nelson Pereira Dos Santos se estrena en 1955. Se inspira en el neorrealismo italiano y forma una mezcla de drama y comedia que muestra al pueblo de Brasil. Con el estreno de esta película, el cine brasileño empieza a buscar un cine más auténtico con el momento en que se vive: una oposición al cine hollywoodense.
Directores, críticos y cineclubistas, jóvenes idealistas que buscaron la manera de realizar nuevos ideales para el cine empiezan a conformar el Cinema Novo, término que, según Glauber Rocha, es el nombre publicitario para el cine brasileño en general.

El deseo más grande para este conjunto de gente es hacer un cine más nacional, brasilero; el núcleo de Cinema Novo se empieza a conformar de cineastas: Nelson Pereira Dos Santos, Glauber Rocha, Carlos Diegues, Leon Hirszman, David Neves, Oaulo Cesar Saracemi, Joaquim Pedro de Andrade, Gustavo Dahl y David Neves. Cada uno con influencias, no sólo del neorrealismo italiano, sino también de rusos como Sergei M. Eisenstein, franceses de la nueva ola como Jean-Luc Godard, japoneses como Akira Kurosawa, e incluso el cinema vérité hace presencia. 
Los cineastas del Cinema Novo compartían un fuerte deseo por encontrar un lenguaje cinematográfico realmente acorde y capaz de reflejar los problemas sociales del país.
Durante 1957 y 1962 se realizaron diversos cortometrajes que buscaban experimentar esta nueva corriente. 

## Etapas del Cinema Nôvo

### Primera etapa
De 1960 a 1964, cine que aborda la miseria de los campesinos, la decadencia económica (pobreza), la desigualdad entre clases, la explotación y la alineación religiosa. 
En 1962 el cine de Brasil estaba presente en festivales internacionales; 40 fueron largometrajes se realizaron en Brasil, sólo siete de ellos están realizados bajo la idea del cinema novo. Dos de ellos son Barravento de Glauber Rocha y Cinco vezes favela, en la que participaron cinco directores diferente de la época. 
Filmes que destacan son Vidas Secas (1963) de Nelson Pereira dos Santos, Deus e o diabo na terra do sol (1964) de Glauber Rocha y Os fuzis (1963) de Ruy Guerra.

### Segunda etapa
Cuando el 31 de marzo de 1964 se da el golpe militar que hace huir al presidente Joao Goulart en exilio a Uruguay; se da una dictadura que dura 21 años, hasta 1985. Surge el modelo económico capitalista. El pueblo es reprimido. 
El Cinema Novo se replantea y analizan la situación política, criticando a la dictadura militar. 
Los filmes principales son O desafio (1965) de Paulo Cesar Saraceno, A derrota (1967) de Mario Fiorani, Terra em transe (1967) de Glauber Rocha, O bravo guerreiro (1968) de Gustavo Dahl y Fome de amor (1968) de Nelson Pereira dos Santos.
Esta etapa termina en 1968, al momento en que los militares decretan el "Ato institucional n°5", el cual anulaban las acciones de resistencia y daba libertad de perseguir a cualquier oposición.

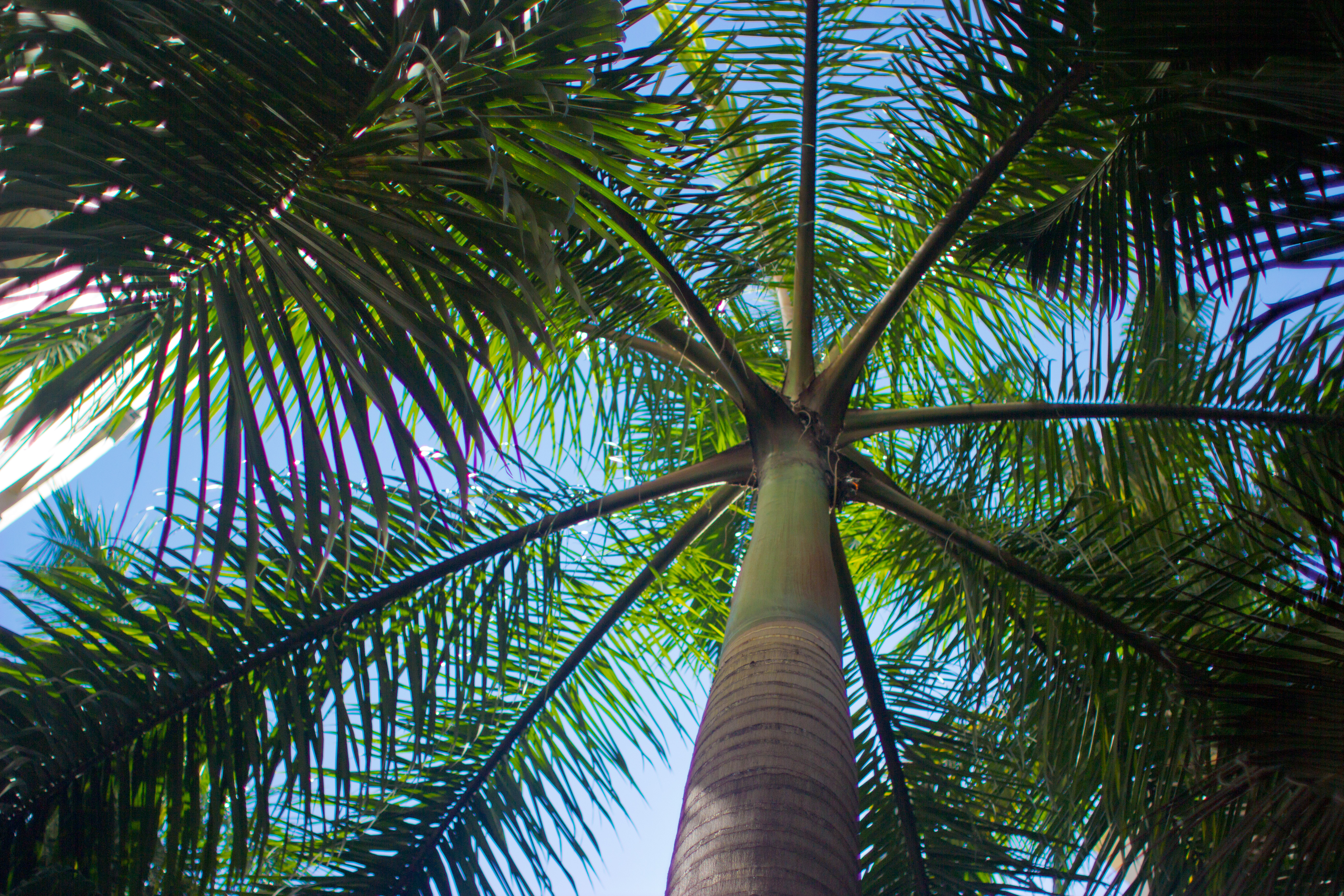
Brasil exótico

### Tercera etapa
De 1968 a 1972.
En 1968 sube al poder Emilio Medici como jefe militar, la represión crece. El cine ahora es apoyado por capital extranjero.
Macunaima (1969) de Joaquim Pedro de Andrade y Como era gostoso o meu frances (1972) de Nelson Pereira dos Santos son los filmes característicos de esta etapa, la cual se vuelve menos seria y se basa en la sátira. Brasil se muestra como un país exótico: palmeras, pericos, indios, bananas.
"Nosotros podríamos ser esa cultura que a los europeos les parecía exótica y primitiva"

## Características del cinema nôvo
Los filmes de la corriente del cinema novo eran realizados bajo las siguientes características:
- Bajo costo en la producción;
- La filmación se realizaba en exteriores, especialmente en las favelas; no se recreaban en sets;
- No se utilizaban actores profesionales, era común ver que personas de las mismas favelas interpretaran a los personajes;
- La improvisación era bienvenida;
- La fotografía se realizaba bajo luz natural, y, regularmente, con cámara en mano;
- Se utilizaba sonido directo

"En Brasil, el cinema novo es una cuestión de verdad y no de iluminación. Para nosotros la cámara es un ojo sobre el mundo, el travelling es un instrumento de conoci-miento, el montaje no es demagogia sino la puntuación de nuestro ambicioso discurso sobre la realidad humana y social de Brasil".
Es observable las influencias que los cineastas del cinema novo recibe por parte de la Nueva Ola Francesa y el Neorrealismo Italiano, pues ambos se dan bajo las mismas características.
Gaubler Rocha habla acerca del neorrealismo italiano: "Fue la mejor cosa del cine después de la guerra. Para Brasil dio una lección inestimable, si bien comprendida y transpuesta".
Aunque varios de los cineastas no estaban de acuerdo con la importancia que otros directores dentro de las diversas corrientes cine, incluso aquellas en las que el cinema novo tomaba como influencias.
Carlos Diegues sobre Federico Fellini: "Ya a Fellini lo respeto menos (que a Bergman). No veo gran importancia cinematográfica en su obra, a no ser de su formidable facilidad en hacer de muy pequeñas cosas y del marginalismo, documentos a veces intere-santes."
Glauber Rocha sobre la Nueva Ola Francesa: "Es una inspiración típicamente neodecadentista, un movimiento cultural que defiende la pequeña libertad burguesa, y que se integra también en el lenguaje anárquico. Es un peligro para los jóvenes de países subdesarrollados, más allá de haber contribuido para el avance del cine. Godard y Resnais son respetables, así como Truffaut. Pero en el fondo son burgueses, cantan la tristeza desesperada de Francia y olvidan la reducción sartreana, que me parece lo más importante de la cultura europea de hoy. Personalmente la Nouvelle Vague no me interesa, más allá de que sean bellas algunas de sus manías: las mujeres principalmente, el trato de ellas. Vadim, sin duda, es una sofisticada revolución en la superestructura."

## Influencias posteriores
El movimiento artístico del Cinema Novo generó influencia en otros lugares:
- Bossa Nova, género musical en Brasil que es un derivado del samba y cuenta con influencia de jazz. Algunos de los miembros son Tom Jobim, Vinícius de Moraes y João Gilberto. Una de las canciones más reconocidas de este género es "La chica de Ipanema".
- Tropicalismo, es un movimiento musical de Brasil que se desarrolló a finales de los años '60 del siglo XX. Influenciado por las películas del director Glauber Rocha, en especial por Terra em transe. En 1993 salió un álbum titulado Tropicalismo 2, en él se encuentra una canción, del mismo nombre que la corriente, que rinde homenaje a los cineastas del cinema novo; la letra es de Caetano Veloso con música de Gilberto Gil.

O filme quis dizer: "Eu sou o samba"

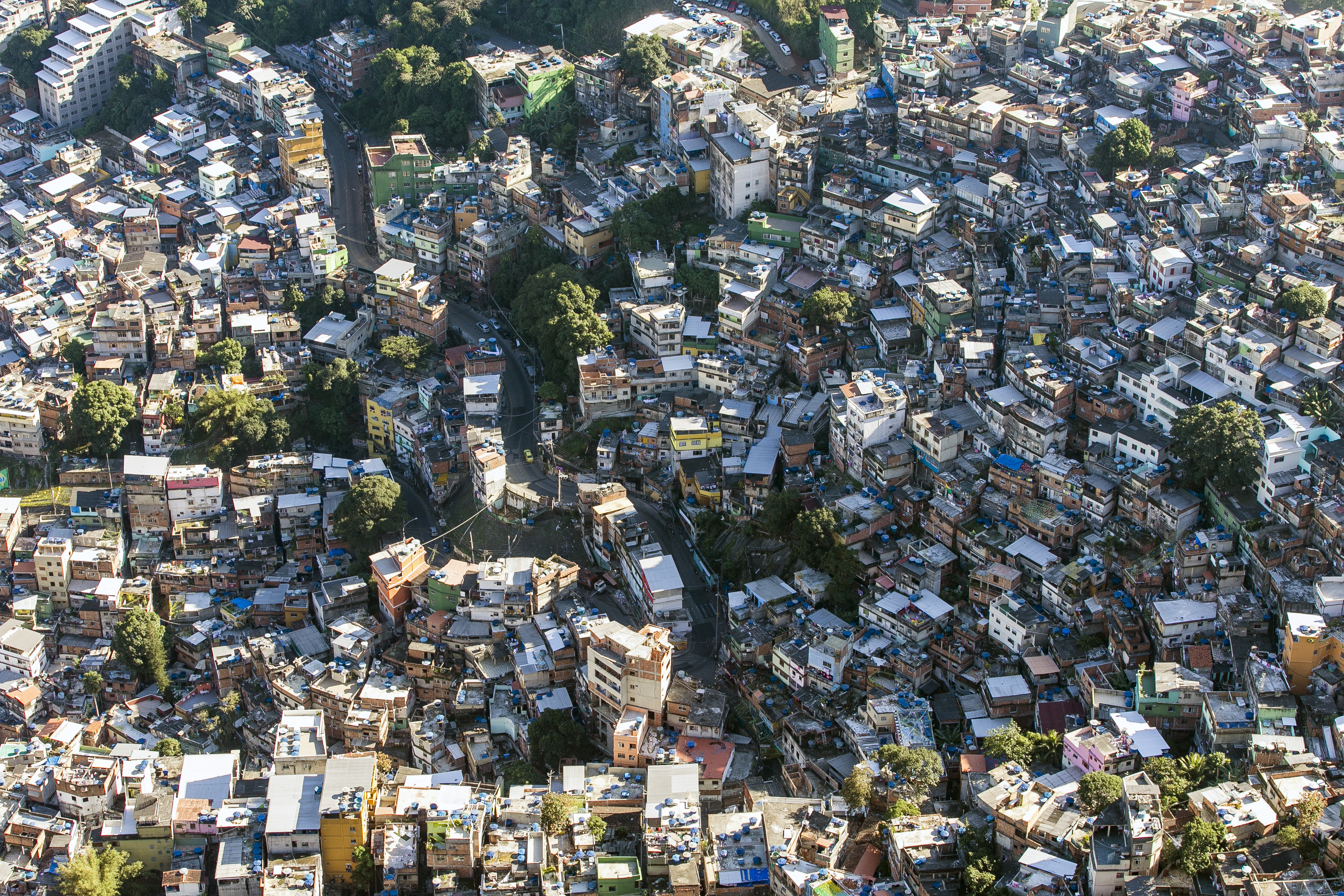
Las favelas, lugar donde ocurren los hechos de Ciudad de Dios

A voz do morro rasgou a tela do cinema
E começaram a se configurar 
Visões das coisas grandes e pequenas 
Que nos formaram e estão a nos formar 
Todas e muitas: Deus e o Diabo 
Vidas Secas, Os Fuzis 
Os Cafajestes, O Padre e a Moça, A Grande Feira,
O Desafio 
Outras conversas, outras conversas 
Sobre os jeitos do Brasil 
Outras conversas sobre os jeitos do Brasil.
- Estación central (1998), de Walter Salles.
- Ciudad de Dios ( 2002), de Fernando Meirelles.
- En 2016 Eryk Rocha, hijo de Glauber Rocha, realizó un documental de 90 minutos titulado Cinema Novo.